# Сакаи, Аугусту
Аугусту дус Сантус Сакаи (порт.-браз. Augusto dos Santos Sakai; род. 5 мая 1991, Куритиба) — бразильский боец смешанных единоборств выступавший в тяжелом весе UFC. Также ранее представлял промоушн Bellator.

## Биография
Внук иммигрантов из Японии, Аугусту Сакаи родился в Бразилии (19.05.1991 г.), в г. Куритиба (столица штата Парана). Увлечения спортивными единоборствами привели Аугусту в ММА, где он начал выступления на профессиональном уровне в 2011 г.

## Карьера в смешанных единоборствах
Сакаи дебютировал в профессиональном ММА в октябре 2011 года в Бразилии. В первые же два года карьеры набил рекорд 6-0, причем все бои кроме одного выиграл нокаутом.

### Bellator MMA
Сакаи дебютировал в Bellator MMA в марте 2013 года, победив Роба Хортона нокаутировав ударом колена.
Сакаи вернулся в промоушен в 2015 году, проведя бои против Дэниела Галлемора и Алекса Хаддлстона. Оба боя были выиграны техническим нокаутом.
20 мая 2016 года Сакаи встретился с Дэном Чарльзом на турнире Bellator 155. Поединок закончился ничьей.
19 мая 2017 года Сакаи встретился с Чейком Конго на турнире Bellator 179. Он проиграл бой раздельным решением судей.

### Карьера в Ultimate Fighting Championship
Сакаи дебютировал в UFC 22 сентября 2018 года в бою против Чейза Шермана на турнире UFC Fight Night: Сантус vs. Андерс. Он выиграл бой техническим нокаутом в третьем раунде.
27 апреля 2019 года Сакаи встретился с Андреем Орловским на турнире UFC Fight Night: Жакаре vs. Херманссон. Он выиграл бой раздельным решением судей.
14 сентября 2019 года в своем третьем бою в UFC Сакаи встретился с Марчином Тыбурой  на турнире UFC Fight Night: Ковбой vs. Гейджи. Он выиграл бой нокаутом в первом раунде.
Сакаи должен был встретиться с Благоем Ивановым 9 мая 2020 года на турнире UFC 250. Но Сакаи не смог участвовать в мероприятии из-за проблем с визой. Однако, бой между этими бойцами всё-таки состоялся 30 мая 2020 года на турнире UFC on ESPN: Вудли vs. Бёрнс. Сакаи выиграл бой раздельным решением судей.
5 сентября 2020 года Сакаи на пару с Алистаром Оверимом возглавили турнир UFC Fight Night: Оверим vs. Сакаи. Несмотря на то, что Сакаи вёл весь бой, в начале пятого раунда Оверим всё-таки выиграл бой техническим нокаутом.
Ожидалось, что Сакаи встретится с Шамилем Абдурахимовым 1 мая 2021 года на турнире UFC on ESPN 23. Однако Абдурахимов снялся с боя из-за проблем с визой, и Сакаи вместо этого встретился с Жаирзиньо Розенстрайком 5 июня 2021 года на турнире UFC Fight Night: Розенстрайк vs. Сакаи. Он проиграл бой нокаутом за одну секунду до конца первого раунда.
Ожидалось, что Сакаи встретится с Таем Туивасой 20 ноября 2021 года на турнире UFC Fight Night 198. Однако, из-за проблем с визой у Туивасы бой был отменен. Пара была перенесена и встретилась 11 декабря 2021 года на турнире UFC 269. Сакаи проиграл бой нокаутом во втором раунде.
7 августа 2022 года на турнире UFC Fight Night: Сантус vs. Хилл Сакаи потерпел поражение техническим нокаутом от Сергея Спивака.
25 февраля 2023 года Сакаи провел бой с ДонТэлом Майсом на турнире UFC Fight Night: Мунис vs. Аллен. Поединок прошел всю дистанцию и закончился победой Сакаи единогласным решением.

## Личная жизнь
В свободное от боёв время Аугусту работает в магазине аквариумов.

## Статистика в смешанных единоборствах
| Боёв 23  | Побед 16 | Поражений 6 |
| -------- | -------- | ----------- |
| Нокаутом | 11       | 4           |
| Решением | 5        | 2           |
| Ничьи    | 1        | 1           |

| Результат | Рекорд | Соперник              | Способ                          | Турнир                                     | Дата             | Раунд | Время | Место                          | Примечание                       |
| --------- | ------ | --------------------- | ------------------------------- | ------------------------------------------ | ---------------- | ----- | ----- | ------------------------------ | -------------------------------- |
| Поражение | 16-6-1 | Филл де Фрис          | Единогласное решение            | KSW 95                                     | 7 июня 2024      | 5     | 5:00  | Ольштын, Польша                | Бой за титул KSW в тяжёлом весе. |
| Победа    | 16-5-1 | Дон-Тэйл Майес        | Решение (единогласное)          | UFC Fight Night: Мунис vs. Аллен           | 25 февраля 2023  | 3     | 5:00  | Лас-Вегас, Невада, США         |                                  |
| Поражение | 15-5-1 | Сергей Спивак         | TKO (удары руками)              | UFC Fight Night: Сантус vs. Хилл           | 7 августа 2022   | 2     | 3:42  | Лас-Вегас, Невада, США         |                                  |
| Поражение | 15-4-1 | Тай Туиваса           | KO (удары)                      | UFC 269                                    | 11 декабря 2021  | 2     | 0:26  | Лас-Вегас, США                 |                                  |
| Поражение | 15-3-1 | Жаирзиньо Розенстрайк | TKO (удары)                     | UFC Fight Night: Розенстрайк vs. Сакаи     | 5 июня 2021      | 1     | 4:59  | Лас-Вегас, США                 |                                  |
| Поражение | 15-2-1 | Алистар Оверим        | TKO (удары локтями и руками)    | UFC Fight Night: Оверим vs. Сакаи          | 5 сентября 2020  | 5     | 0:26  | Лас-Вегас, США                 |                                  |
| Победа    | 15-1-1 | Благой Иванов         | Решение (раздельное)            | UFC on ESPN: Вудли vs. Бёрнс               | 30 мая 2020      | 3     | 5:00  | Лас-Вегас, США                 |                                  |
| Победа    | 14-1-1 | Марчин Тыбура         | KO (удары)                      | UFC Fight Night: Ковбой vs. Гейджи         | 14 сентября 2019 | 1     | 0:59  | Ванкувер, Канада               |                                  |
| Победа    | 13-1-1 | Андрей Орловский      | Решение (раздельное)            | UFC Fight Night 150: Жакаре vs. Херманссон | 27 апреля 2019   | 3     | 5:00  | Санрайз (Флорида), США         |                                  |
| Победа    | 12-1-1 | Чейз Шерман           | TKO (удары)                     | UFC Fight Night: Сантус vs. Андерс         | 22 сентября 2018 | 3     | 4:03  | Сан-Паулу, Бразилия            |                                  |
| Победа    | 11-1-1 | Маркос Конрадо        | TKO (удары)                     | Dana White’s Contender Series Brazil 1     | 10 августа 2018  | 2     | 3:09  | Лас-Вегас, США                 |                                  |
| Победа    | 10–1–1 | Тиаго Кардосо         | TKO (удары)                     | Imortal FC 7                               | 11 ноября 2017   | 1     | 2:17  | Сан-Жозе-дус-Пиньяйс, Бразилия |                                  |
| Поражение | 9-1-1  | Чейк Конго            | Решение (раздельное)            | Bellator 179                               | 19 мая 2017      | 3     | 5:00  | Лондон, Англия                 |                                  |
| Ничья     | 9-0-1  | Дэн Чарльз            | Ничья (большинство)             | Bellator 155                               | 20 мая 2016      | 3     | 5:00  | Бойсе, США                     |                                  |
| Победа    | 9-0    | Алекс Хадделстон      | Решение (единогласное)          | Bellator 145                               | 6 ноября 2015    | 3     | 5:00  | Сент-Луис, США                 |                                  |
| Победа    | 8-0    | Даниэль Галлимор      | TKO (увольнение)                | Bellator 139                               | 26 июня 2015     | 2     | 5:00  | Малвейн, США                   |                                  |
| Победа    | 7-0    | Мэтт Фремблинг        | TKO (удар коленями и добивание) | Bellator 122                               | 25 июля 2014     | 3     | 3:32  | Темекьюла, США                 |                                  |
| Победа    | 6-0    | Эдисон Лопес          | Решение (единогласное)          | Golden Fighters 8                          | 12 декабря 2013  | 3     | 5:00  | Нову-Амбургу, Бразилия         |                                  |
| Победа    | 5-0    | Роб Хортон            | KO (удар коленом)               | Bellator 94                                | 28 марта 2013    | 2     | 4:01  | Тампа, США                     |                                  |
| Победа    | 4-0    | Арли Симетти          | KO (удар коленом)               | Samurai FC 9: Water vs. Fire               | 15 декабря 2012  | 1     | 2:04  | Куритиба, Бразилия             |                                  |
| Победа    | 3-0    | Дэйвисон Даниэль      | TKO (удары)                     | Evolution Fight Combat 3                   | 20 мая 2012      | 1     | 0:00  | Куритиба, Бразилия             |                                  |
| Победа    | 2-0    | Марсио Фернандо       | TKO (удары)                     | Power Fight Extreme 6                      | 19 ноября 2011   | 1     | 0:35  | Куритиба, Бразилия             |                                  |
| Победа    | 1-0    | Цезарь Альберто       | KO (удары)                      | Adventure Fighters Tournament              | 15 октября 2011  | 1     | 1:54  | Куритиба, Бразилия             |                                  |